# Oliver Roggisch
Oliver Roggisch, nemški rokometaš, * 24. avgust 1978, Villingen-Schwenningen.